# Episodi di The Amazing Mr. Malone
La prima e unica stagione della serie televisiva The Amazing Mr. Malone è stata trasmessa in anteprima negli Stati Uniti d'America dalla ABC tra il 24 settembre 1951 e il 10 marzo 1952.
| nº | Titolo originale              | Titolo italiano | Prima TV USA      | Prima TV Italia |
| -- | ----------------------------- | --------------- | ----------------- | --------------- |
| 1  | Blood Is Thicker Than Water   |                 | 24 settembre 1951 |                 |
| 2  | ?                             |                 | 8 ottobre 1951    |                 |
| 3  | ?                             |                 | 22 ottobre 1951   |                 |
| 4  | ?                             |                 | 5 novembre 1951   |                 |
| 5  | Two Lives Are Better Than One |                 | 19 novembre 1951  |                 |
| 6  | Till His Dying Day            |                 | 3 dicembre 1951   |                 |
| 7  | ?                             |                 | 17 dicembre 1951  |                 |
| 8  | ?                             |                 | 31 dicembre 1951  |                 |
| 9  | ?                             |                 | 14 gennaio 1952   |                 |
| 10 | The Innocent Murderer         |                 | 28 gennaio 1952   |                 |
| 11 | The Target                    |                 | 11 febbraio 1952  |                 |
| 12 | Breakout                      |                 | 25 febbraio 1952  |                 |
| 13 | Dark Secret                   |                 | 10 marzo 1952     |                 |